# Morten Løberg
Morten M. Løberg (* 30. dubna 1953, Hamar) je norský fotograf, vizuální umělec a novinář z komerčního tisku žijící v Oslu.

## Životopis
Løberg byl předsedou Asociace svobodných fotografů FFF, zasedl ve fotografické porotě podzimní výstavy Høstutstillingens a byl spojen s Dagbladet jako umělecký kritik pro oblast fotografie. Je členem Svazu norských výtvarných umělců, Norské asociace novinářů a norské asociace spisovatelů a překladatelů. Løberg je redaktorem webové stránky fotografi.no a je spojen s fotografickou agenturou Samfoto.
Zúčastnil se řady společných výstav, včetně jedné v uměleckém centru Henie Onstad a v muzeu Preus Photo Museum. Byl třikrát nominován na podzimní výstavu Høstutstillingens a dvakrát na výstavu pro východní Norsko. Samostatné výstavy měl v institucích jako jsou například: Muzeu fotografií Preus, Galerie BOA (vizuální umělci Oslo Akershus), Galerie Svalbard (Špicberky) a v kulturním domě v Barentsburgu.
Jeho díla do vlastních sbírek zakoupili mimo jiné Norská kulturní rada, Bibliothèque nationale (Paříž), umělecké sbírky města Oslo a Norské muzeum fotografie / Preus fotomuseum.
V roce 2007 získal ocenění za svou práci nezávislého novináře od Norské unie novinářů. V roce 2011 získal Langaardovo umělecké stipendium.

## Samostatné výstavy
- 1980: Asker kunstforening.
- 1981: Ullensaker kunstforening.
- 1982: Preus Fotomuseum.
- 1983: Vossajazz, Voss.
- 1987: Galleri Holmenbukta, Asker.
- 1987: Hamar kunstforening.
- 1999: Galleri NK, Lillehammer.
- 2004: Fotografiens Hus, Oslo.
- 2007: Nordic Light, mezinárodní festival fotografie Kristiansund.
- 2007: Arctic pinhole, Galleri Svalbard, Longyearbyen.
- 2008: Arctic pinhole, Kulturhuset Barentsburg / Trust Arktikugol, Svalbard.
- 2008-2009: Nordpå, Café Celsius, Oslo.
- 2009: Fotografiens Hus, Oslo.
- 2009: Nordic Light, mezinárodní festival fotografie Kristiansund.
- 2009: Galleri BOA (Bildende kunstnere Oslo / Akershus), Oslo.

## Skupinové výstavy (výběr)
- 1978: Fotografisk Vårutstilling, Oslo kunstforening.
- 1979: Høstutstillingen, Kunstnernes Hus.
- 1979: Nyere norsk fotografi, Oslo, Ålesund, Volda, Trondheim.
- 1979: Fotografi her og nå, Henie Onstad kunstsenter.
- 1980: Fotografisk Vårutstilling, UKS, Oslo.
- 1980: Nyere norsk fotografi II, Oslo, Bergen.
- 1982: 20 norske fotografer, Galleri Daguerre, Oslo.
- 1983: Høstutstillingen.
- 1983: The Magic of People, Paule Pia Fotogalerij, Antwerpen (Belgie).
- 1984: Contemporary European Photography. Benteler Galleries Inc., Houston (USA).
- 1989: Norsk kunstnerisk fotografi, Wang Kunsthandel.
- 1990: Kunstnere fra Frysja, Ibsenhuset, Skien.
- 1992: Høstutstillingen.
- 1994: Østlandsutstillingen.
- 2000: Konstruksjon eller virkelighet, Norsk museum for fotografi / Preus fotomuseum.
- 2001: Fokus, Norsk museum for fotografi / Preus fotomuseum.
- 2002: Kunstnere fra Frysja,Telemark fylkesgalleri, Notodden.
- 2003: The 6th. Int. Art Biennial, Sharjah Art Museum, De forente arabiske emirater.
- 2003: Norsk gullalder, Norsk museum for fotografi / Preus fotomuseum.
- 2003: Frysjakunstnere. Bærum kunstforening.
- 2006: TrikkArt. Kunstnere fra Frysja, Trikkehallen kulturhus, Oslo.
- 2006: Foto i Finnmark, Galleri NK, Vardø.
- 2008: Vinjeutstillinga, Vinje i Telemark.
- 2009: Østlandsutstillingen. (Akershus kunstnersenter, Skårer, Galleri Stag / Arena Vestfossen, Berlin Mitte / Palais am Festungsgraben (Berlín).